# 卷积定理
卷积定理指出，函数卷积的傅里叶变换是函数傅里叶变换的乘积。即一个域中的卷积对应于另一个域中的乘积，例如时域中的卷积对应于频域中的乘积。
{\displaystyle {\mathcal {F}}\{f*g\}={\mathcal {F}}\{f\}\cdot {\mathcal {F}}\{g\}}
其中{\displaystyle {\mathcal {F}}(f)}表示f 的傅里叶变换。下面这种形式也成立：
{\displaystyle {\mathcal {F}}\{f\cdot g\}={\mathcal {F}}\{f\}*{\mathcal {F}}\{g\}}
借由傅里叶逆变换{\displaystyle {\mathcal {F}}^{-1}}，也可以写成
{\displaystyle f*g={\mathcal {F}}^{-1}{\big \{}{\mathcal {F}}\{f\}\cdot {\mathcal {F}}\{g\}{\big \}}}
注意以上的写法只对特定形式定义的变换正确，变换可能由其它方式正规化，使得上面的关系式中出现其它的常数因子。
这一定理对拉普拉斯变换、双边拉普拉斯变换、Z变换、梅林变换和Hartley变换（参见Mellin inversion theorem）等各种傅里叶变换的变体同样成立。在调和分析中还可以推广到在局部紧致的阿贝尔群上定义的傅里叶变换。
利用卷积定理可以简化卷积的运算量。对于长度为{\displaystyle n}的序列，按照卷积的定义进行计算，需要做{\displaystyle 2n-1}组对位乘法，其计算复杂度为{\displaystyle {\mathcal {O}}(n^{2})}；而利用傅里叶变换将序列变换到频域上后，只需要一组对位乘法，利用傅里叶变换的快速算法之后，总的计算复杂度为{\displaystyle {\mathcal {O}}(n\log n)}。这一结果可以在快速乘法计算中得到应用。

## 证明
这里展示的证明是基于傅立叶变换的特定形式。如果傅里叶变换的形式不同，则推导中将会增加一些常数因子。
令{\displaystyle f}, {\displaystyle g}属于L1(Rn)。{\displaystyle F}为{\displaystyle f}的傅里叶变换，{\displaystyle G}为{\displaystyle g}的傅里叶变换：
{\displaystyle F(\nu )={\mathcal {F}}\{f\}=\int _{\mathbb {R} ^{n}}f(x)e^{-2\pi ix\cdot \nu }\,\mathrm {d} x}
{\displaystyle G(\nu )={\mathcal {F}}\{g\}=\int _{\mathbb {R} ^{n}}g(x)e^{-2\pi ix\cdot \nu }\,\mathrm {d} x,}
其中x和ν之间的点表示Rn上的内积。
{\displaystyle h(z)=\int \limits _{\mathbb {R} }f(x)g(z-x)\,\mathrm {d} x.}
现在发现，
{\displaystyle \int \!\!\int |f(z)g(x-z)|\,dx\,dz=\int |f(z)|\int |g(z-x)|\,dx\,dz=\int |f(z)|\,\|g\|_{1}\,dz=\|f\|_{1}\|g\|_{1}.}
因此，通过富比尼定理我们有{\displaystyle h\in L^{1}(\mathbb {R} ^{n})}，于是它的傅里叶变换{\displaystyle H}由积分式定义为
{\displaystyle {\begin{aligned}H(\nu )={\mathcal {F}}\{h\}&=\int _{\mathbb {R} }h(z)e^{-2\pi iz\cdot \nu }\,dz\\&=\int _{\mathbb {R} }\int _{\mathbb {R} ^{n}}f(x)g(z-x)\,dx\,e^{-2\pi iz\cdot \nu }\,dz.\end{aligned}}}
观察到{\displaystyle |f(x)g(z-x)e^{-2\pi iz\cdot \nu }|=|f(x)g(z-x)|}，因此对以上变量我们可以再次应用富比尼定理（即交换积分顺序）：
{\displaystyle H(\nu )=\int _{\mathbb {R} }f(x)\left(\int _{\mathbb {R} ^{n}}g(z-x)e^{-2\pi iz\cdot \nu }\,dz\right)\,dx.}
代入 {\displaystyle y=z-x}; {\displaystyle dy=dz}
{\displaystyle H(\nu )=\int _{\mathbb {R} }f(x)\left(\int _{\mathbb {R} }g(y)e^{-2\pi i(y+x)\cdot \nu }\,dy\right)\,dx}
{\displaystyle =\int _{\mathbb {R} }f(x)e^{-2\pi ix\cdot \nu }\left(\int _{\mathbb {R} }g(y)e^{-2\pi iy\cdot \nu }\,dy\right)\,dx}
{\displaystyle =\int _{\mathbb {R} }f(x)e^{-2\pi ix\cdot \nu }\,dx\int _{\mathbb {R} }g(y)e^{-2\pi iy\cdot \nu }\,dy.}
这两个积分就是{\displaystyle F(\nu )}和{\displaystyle G(\nu )}的定义，所以：
{\displaystyle H(\nu )=F(\nu )\cdot G(\nu ),}

## 外部連結
Mathworld （页面存档备份，存于）